# Leopold-Mozart-Haus Augsburg

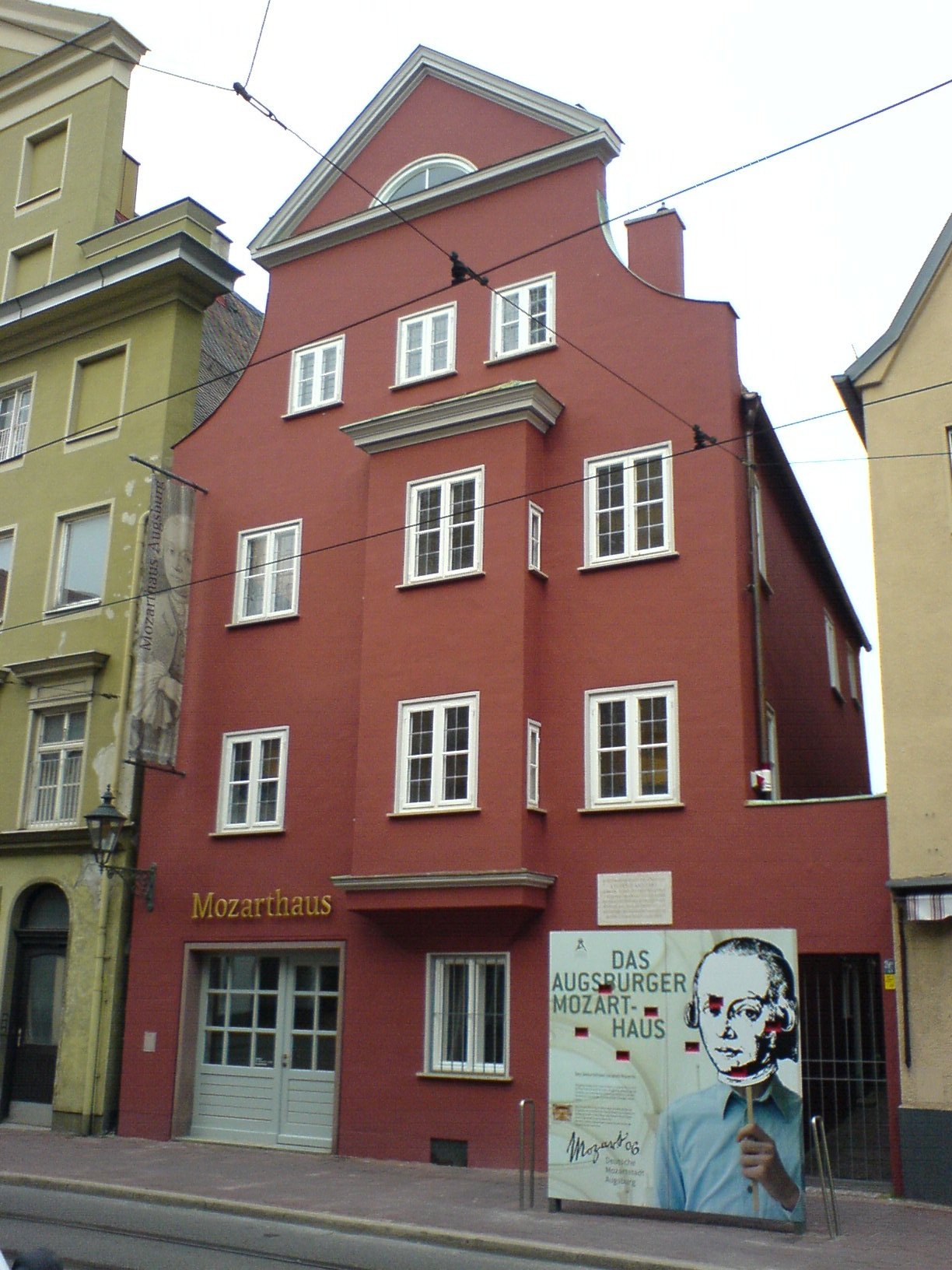
Das im März 2020 neu eröffnete Leopold-Mozart-Haus

Das Leopold-Mozart-Haus Augsburg ist ein Museum in der deutschen Mozartstadt Augsburg. Es befindet sich in einem Handwerkerhaus aus dem 17. Jahrhundert, in dem Leopold Mozart, der Vater von Wolfgang Amadeus Mozart, 1719 geboren wurde. In dem Haus ist seit 1937 eine Ausstellungs- und Gedenkstätte zur Geschichte der Familie Mozart in Augsburg eingerichtet. Bis 2018 hieß das Museum „Mozarthaus Augsburg“. Nach einem Umbau wurde es 2020 unter neuem Namen und mit einer vollständig neuen Dauerausstellung wiedereröffnet. In dem Haus sitzt zudem die Deutsche Mozart-Gesellschaft.

Das Gebäude ist dreigeschossig und hat einen geschweiften Giebel. Im 19. Jahrhundert erfuhr das Haus Veränderungen. Es steht unter Denkmalschutz.

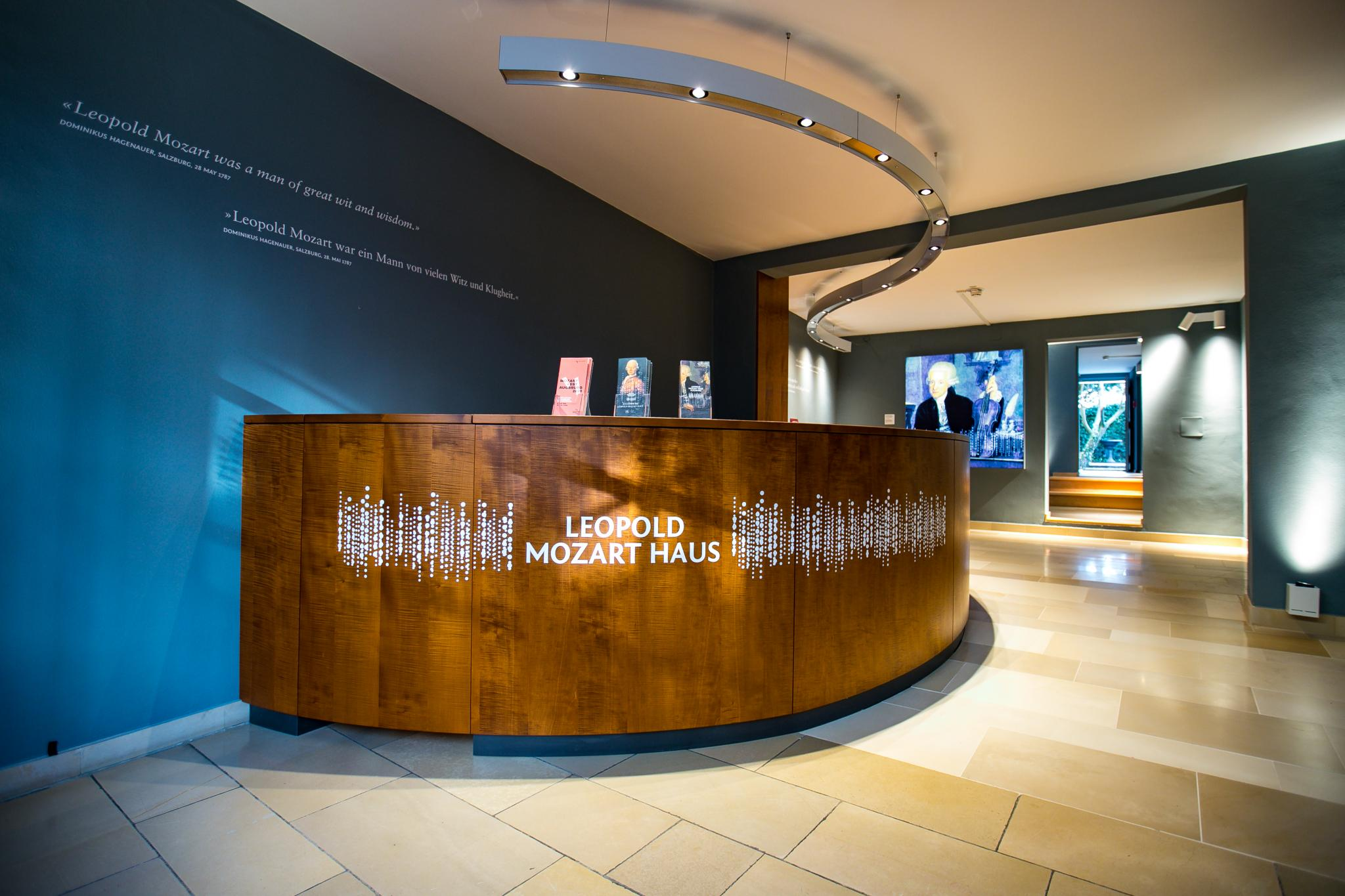
Das Foyer im Leopold-Mozart-Haus

## Lage
Das Museum befindet sich in der Frauentorstraße 30 im Augsburger Stadtbezirk Bleich und Pfärrle.

## Ausstellung bis 2018
Zu den Sammlungen des Hauses gehören Bücher, Briefe, Stiche sowie Notenblätter und Musikinstrumente. Zentrales Ausstellungsstück war ein nahezu original erhaltener Hammerflügel von 1785 aus der Werkstatt von Johann Andreas Stein, auf dem beide Mozarts spielten. Wolfgang Amadeus Mozart zeigte sich in einem Brief begeistert von den Instrumenten des Herstellers.
Violinen, Celli, Waldhörner, Kesselpauken und Trompeten aus dem 17. und 18. Jahrhundert ergänzten das Bild genauso wie Hörstationen mit Musik aus dem 18. Jahrhundert.

## Umbau 2018–2020

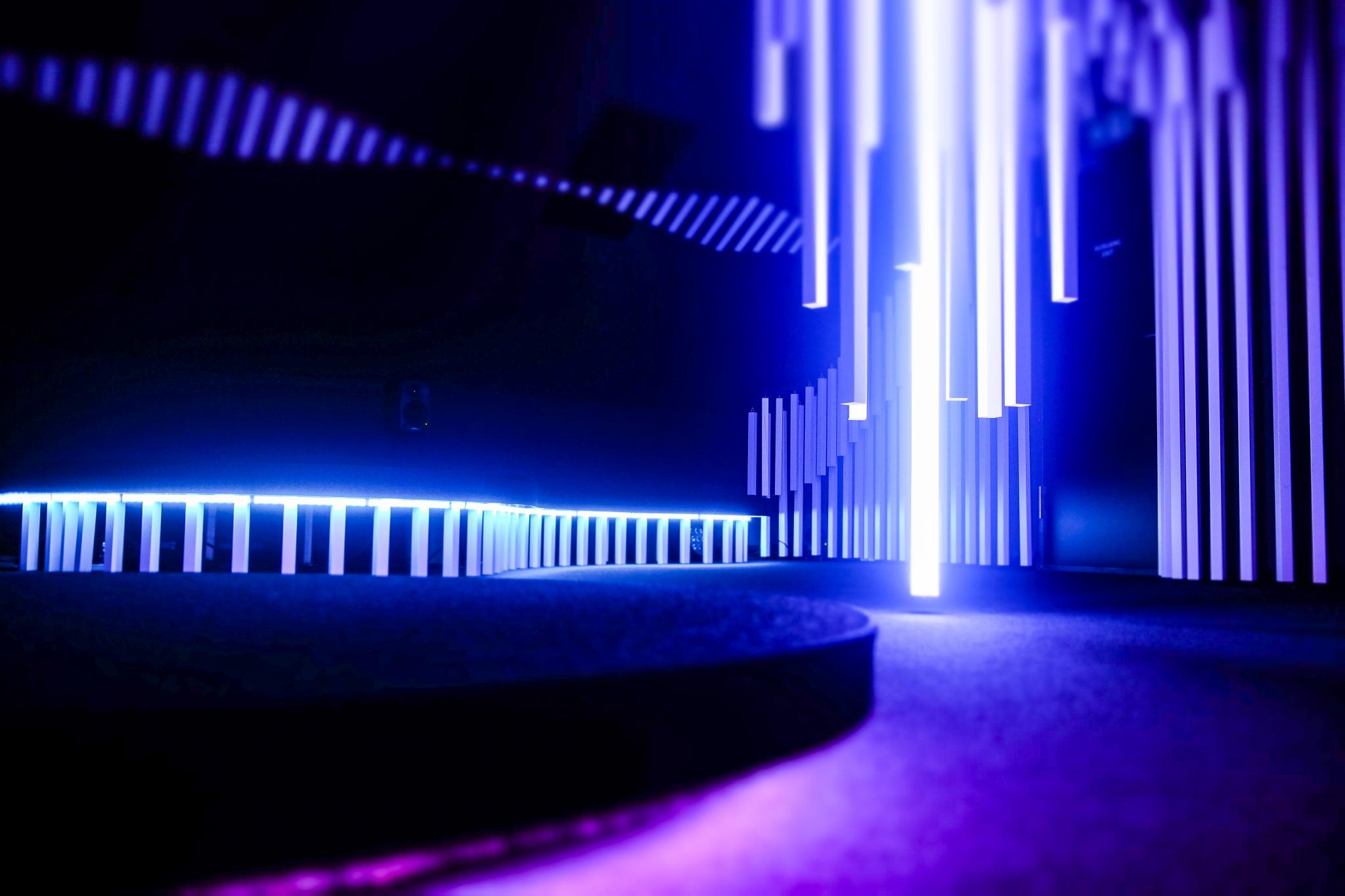
Musik einmal ganz anders erleben im Sinnesraum

Anlässlich des 300. Geburtstags Leopold Mozarts im Jahr 2019 wurde das Museum vom 1. Oktober 2018 bis zur Neueröffnung am 7. März 2020 für eine umfassende Neukonzeption geschlossen.

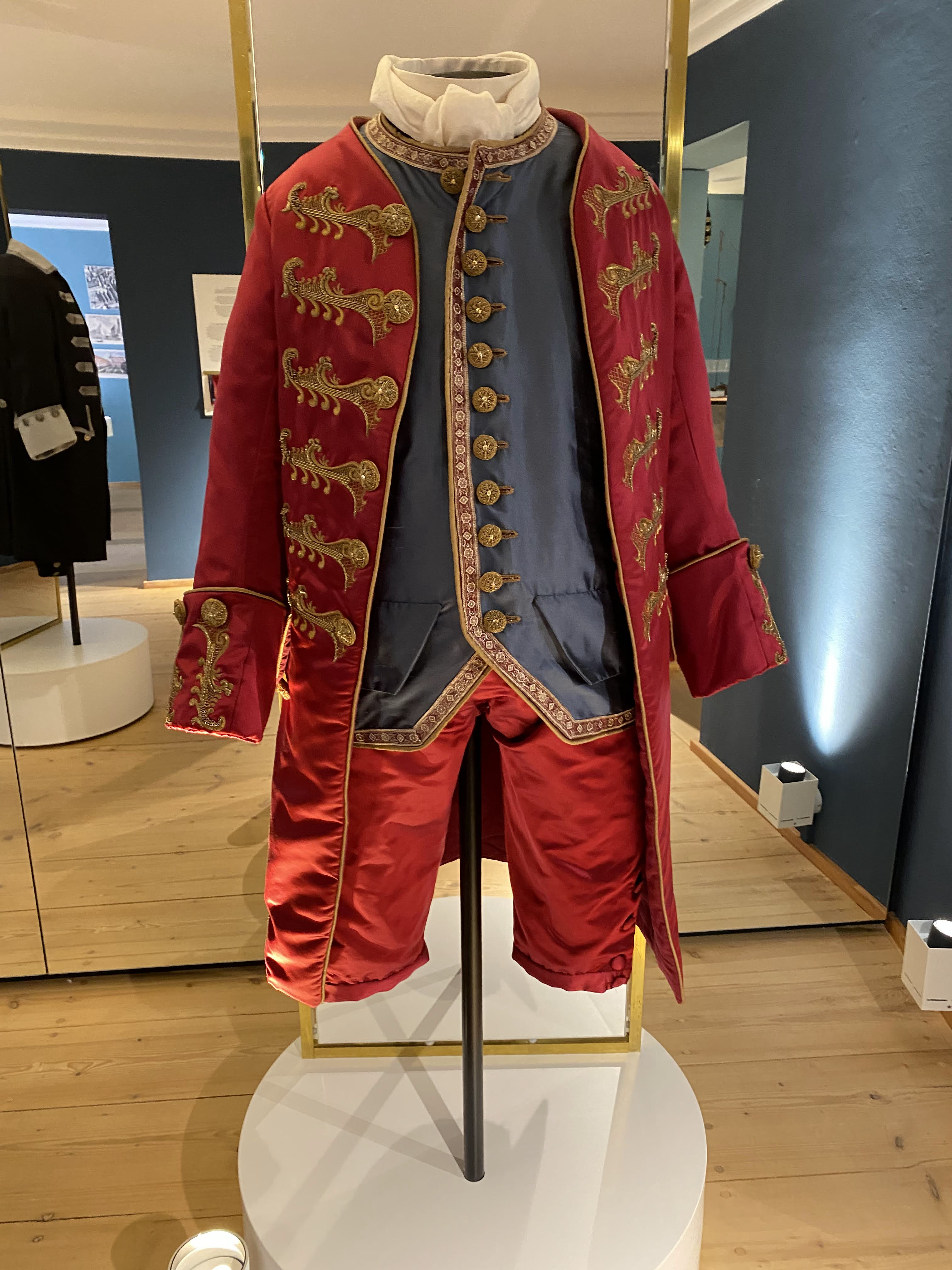
Kleidung aus der Zeit Leopold Mozarts

Die Gestaltung und Umsetzung der neuen Dauerausstellung wurde von der Agentur unodue aus München übernommen. Für die inhaltliche Konzeption der neuen Ausstellungen war ein interdisziplinäres Team verantwortlich. Dazu gehörten die Musikwissenschaftler Simon Pickel (Mozartbüro der Stadt Augsburg) und Johannes Hoyer (Leopold-Mozart-Zentrum der Universität Augsburg), der Kunsthistoriker Ulrich Heiß sowie Ute Legner vom Musikvermittlungsprogramm „MEHR MUSIK!“. Die Projektsteuerung lag bei Philipp Köhler im Kulturreferat der Stadt Augsburg.

## Konzept seit der Neueröffnung 2020

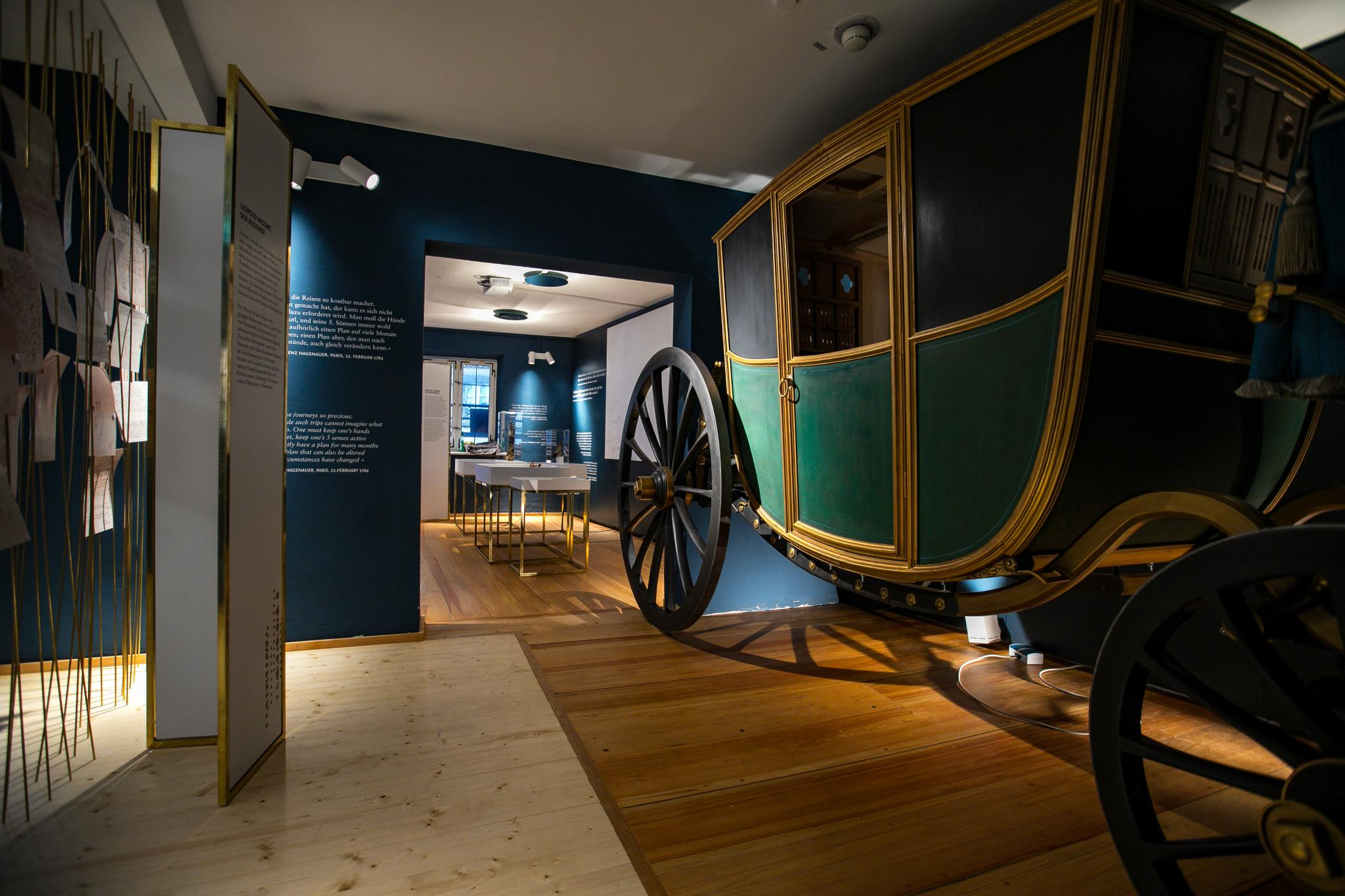
Begehbarer Nachbau einer Reisekutsche aus der Zeit Mozarts

Im neuen Museum in Leopold Mozarts Geburtshaus können Besucher Mozarts Vater und seine Welt aktiv kennenlernen. Mit einer begehbaren Reisekutsche, einem barocken Zimmertheater, Komponierwürfeln, Geigen zum Ausprobieren und einem Raum zum sinnlichen Musikerleben bietet das Museum besonders nahbare Zugänge zu Leopold Mozart und seiner Musik. Seine Briefe sind Ausgangspunkt für die elf Themenräume, die Leopold Mozart als Persönlichkeit präsentieren.